# جمشید بن عبدالله
جمشید بن عبدالله آل سعید (به انگلیسی: Jamshid bin Abdullah Al Said) (زاده ۱۶ سپتامبر ۱۹۲۹ – درگذشته ۳۰ دسامبر ۲۰۲۴) شاهزاده زنگباری بود که آخرین سلطان زنگبار بود که از ۱ ژوئیه ۱۹۶۳ تا ۱۲ ژانویه ۱۹۶۴ میلادی سلطنت کرد.
زنگبار تحت سلطنت جمشید استقلال خود را به عنوان یک سلطنت مشروطه از بریتانیا دریافت کرد. این وضعیت دیری نپایید و او با انقلاب زنگبار سرنگون شد.
او ابتدا به عمان تبعید و سپس به بریتانیا  رفت و طبق اطلاع تا سال ۲۰۱۲ در آنجا در پورتسموث با زن و شش فرزندش به عنوان رئیس خانواده سلطنتی زنگبار زندگی می‌کرده‌است.
جمشید بن عبدالله در ۳۰ دسامبر ۲۰۲۴، بعد از یک دوره طولانی بیماری در سن ۹۵ سالگی درگذشت.